# アラルコメネウス
アラルコメネウス（Alalcomenaeus、またはアラルコメナエウス）は、カンブリア紀に生息したメガケイラ類の化石節足動物の1属。台形の頭部とへら状の尾を特徴とする。カナダのバージェス動物群で見つかった Alalcomenaeus cambricus という1種のみ命名されるが、中国とアメリカからも本属の発見例がある。

## 名称
学名「Alalcomenaeus」は、ギリシア神話の女神アテーナーの出生地 Alalcomenae に由来する。模式種（タイプ種）の種小名「cambricus」は、本種が生息した地質時代カンブリア紀（Cambrian）に因んで名づけられた。

## 形態

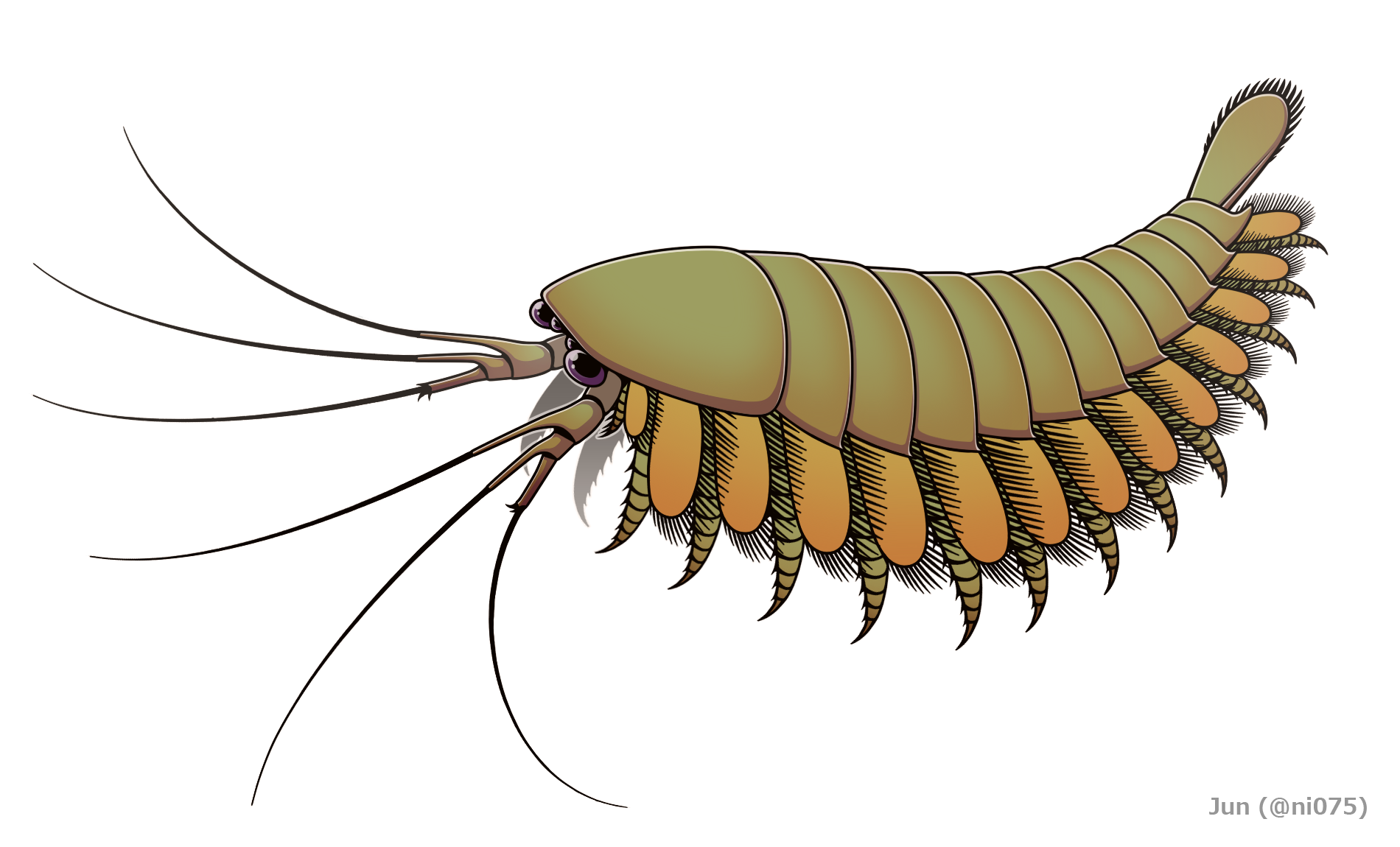
Alalcomenaeus cambricus の全身復元図

体長最大6cm程度、横幅のある体は頭部と11節の胴部に分かれる。全体的に近縁であるレアンコイリアによく似ているが、頭部（背甲）の平たい前縁、小さな大付属肢やへら状の尾節から区別できる。

### 頭部

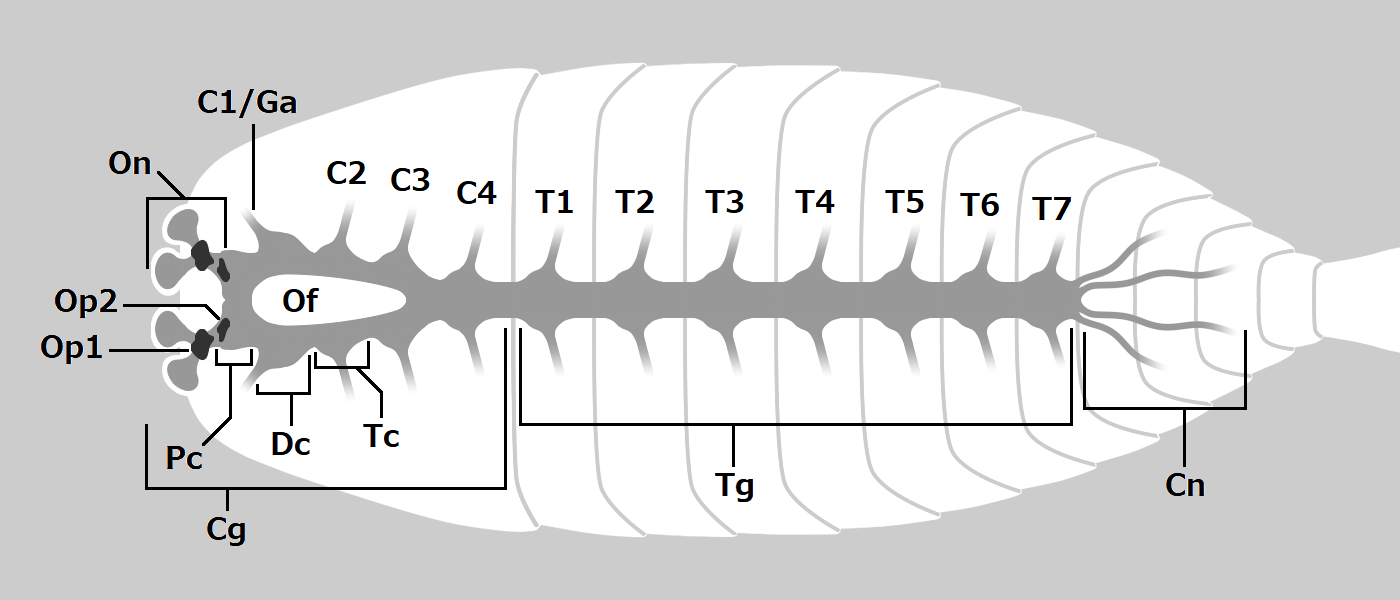
アラルコメネウスの中枢神経系。頭部の神経（Cg）は大付属肢（C1/Ga）の他にも3対の付属肢神経（C2-4）をもつことが分かる。

頭部（head, cephalon）は1枚の台形の背甲（carapace）に覆われ、前縁はほぼ真っ直ぐに区切られて突起物はない。前縁の腹側は横一例に並んだ2対の眼があり、A. cambricus では内側の1対が明らかに小さく、中国の未命名標本では2対ともほぼ同じ大きさである。Briggs & Collins 1999 によると、A. cambricus はその中央で更に1つの眼がある（あわせて5つの眼がある）が、それを表す証拠は不明確とされる。
眼の直後にある1対の大付属肢（great appendage）は他のメガケイラ類に比べて小さく目立たないが、基本の構造は他のレアンコイリア科の種類と同様、指のような先端3節は長い鞭毛（flagellum）があり、最終肢節の鞭毛の付け根には短い爪が生えている。
口は大付属肢の直後で後ろ向きに開き、1枚の目立たないハイポストーマ（hypostome、上唇 labrum とも）に覆われる。
頭部の大付属肢と口以降の部分では胴部のものにほぼ同形の付属肢（関節肢）が複数対あるが、これは文献によって2対もしくは3対と解釈される。Briggs & Collins 1999 によると A. cambricus から発達した2対しか見当たらないが、中国の未命名標本では3対（微小な1対と発達した2対）が見られ、それとアメリカの未命名標本の頭部による中枢神経系の構造も3対であることを示している（大付属肢の神経の直後に3対の付属肢神経がある）。これにより、アラルコメネウスは全般的に他のレアンコイリア科の種類と同様、頭部は大付属肢の他に3対の付属肢をもつ可能性の方が高い。このように大付属肢と口以降の3対の頭部付属肢のうち最初の1対が発見しにくいほど退化的になったのは、同科のレアンコイリアにも見られる特徴である。

### 胴部

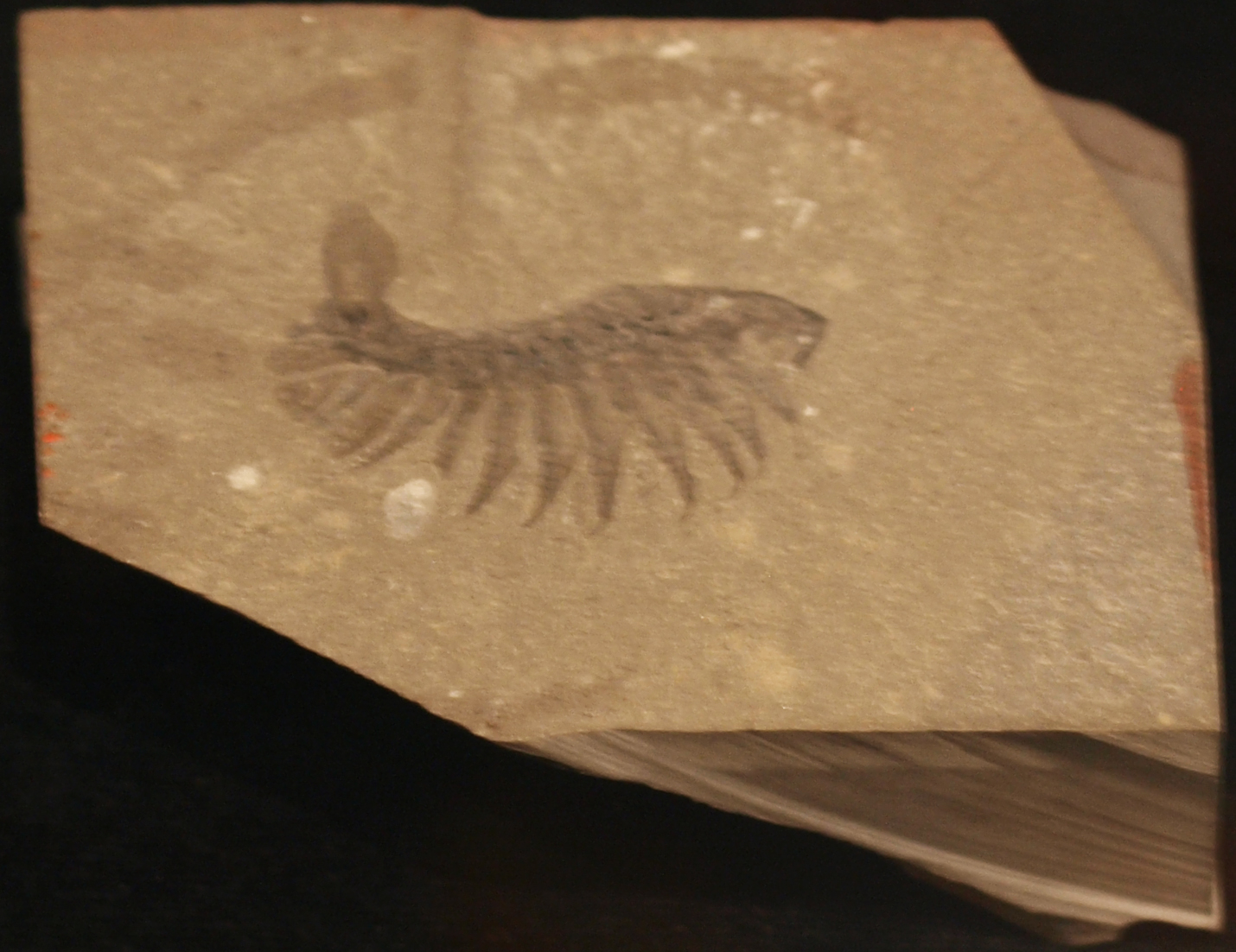
アラルコメネウスの化石。発達した内肢とへら状の尾節がある。

胴部（trunk）は後方ほど横幅が狭くなり、11節の同規的な胴節が含まれる。各胴節は背腹に1枚の背板（tergite）と1対の付属肢（関節肢）をもつ。中腸は他のレアンコイリア科の種類（レアンコイリア、ヤウニクなど）に見られるような消化腺（中腸腺）はない。
胴部の付属肢は全て内肢（endopod）と外肢（exopod）を含んだ二叉型付属肢であり、基部の内側には鋸歯状の顎基（gnathobase）をもつ。内肢は強大な円錐状で少なくとも7節の肢節に分かれ、各肢節の内側には短い棘がある。外肢は鰭のような楕円形で、縁にたくさん剛毛が並んでいる。
胴部の尾端にある1枚の尾節（telson、尾刺 tailspine とも）は丸みを帯びたへら状で、左右の縁に筋があり、後縁に短い剛毛が並んでいる。

## 生態
アラルコメネウスは捕食者であったとされ、棘のある内肢と顎基で柔軟な獲物を捕獲して引き裂いたと考えられる。発達した眼と大付属肢の鞭毛で周りを探知し、外肢で海中を泳ぎ、内肢で堆積物を歩いていたと考えられる。へら状の尾節は、遊泳中にステアリングの役割を果たしたと推測される。

## 分布
メガケイラ類の中で、アラルコメネウスは多様化した近縁レアンコイリアに劣らないほど広い分布域をもち、生息時期が最も長い属である。2019年現在ではタイプ種の A. cambricus が分布するカナダブリティッシュコロンビア州のバージェス頁岩（バージェス動物群、ウリューアン期、約5億1000万 - 5億500万年前）だけでなく、中国雲南省の Maotianshan Shale（澄江動物群、カンブリア紀第三期、約5億1,800万年前）と湖北省の Qingjiang biota（カンブリア紀第三期、約5億1,800万年前）、およびアメリカネバダ州グレートベースンの Pioche Formation（カンブリア紀第四期）と Marjum Formation（ドラミアン期、約5億200万年前）からも本属の未命名標本が発見され、あわせて5つの堆積累層で見つかれる。中でも A. cambricus はバージェス動物群における普遍な種の1つであり、1999年時点では300点を超える、2006年に至っては600点を超えるほど数多くの化石標本が発見される。

## 分類

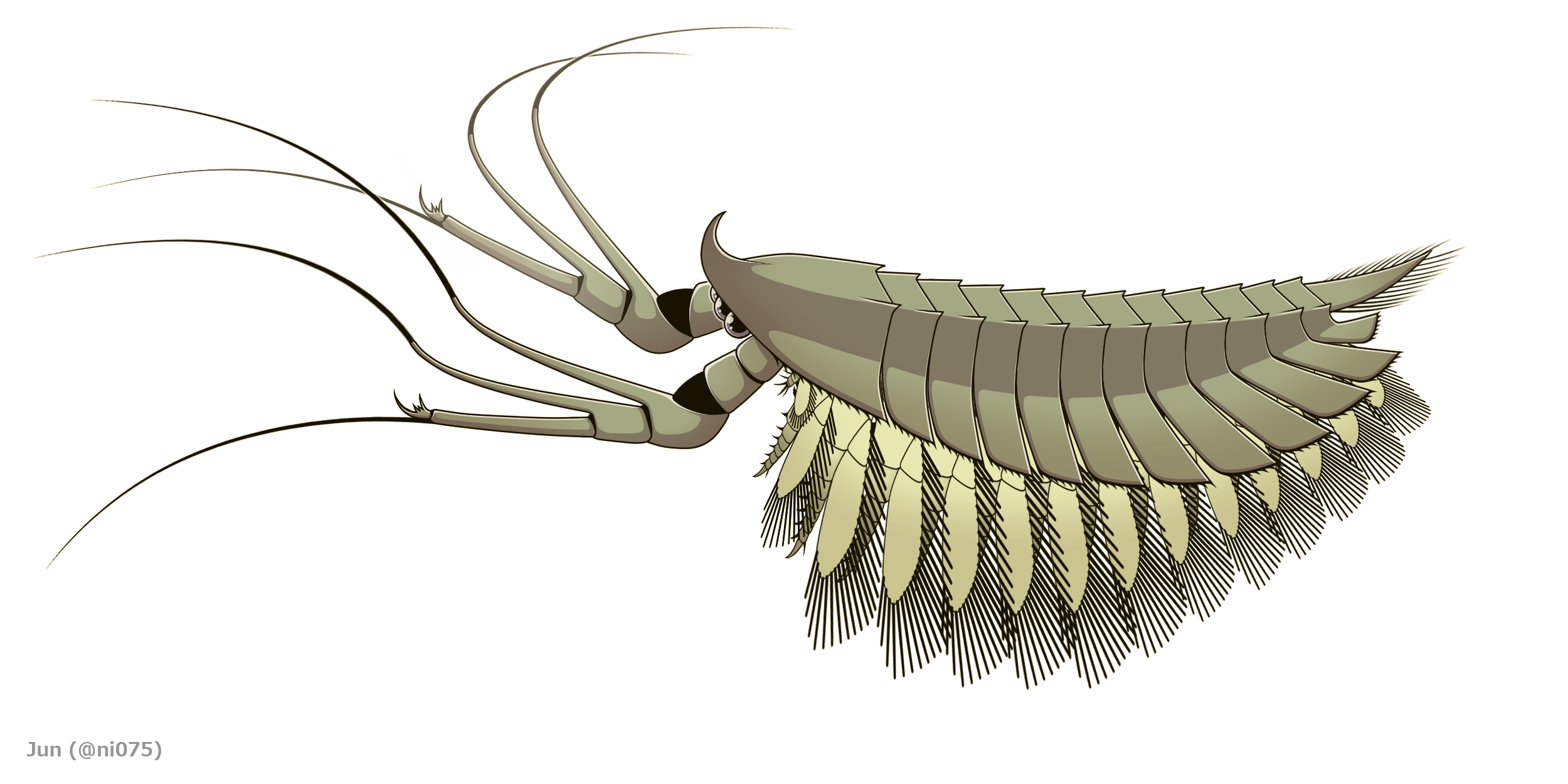
レアンコイリア

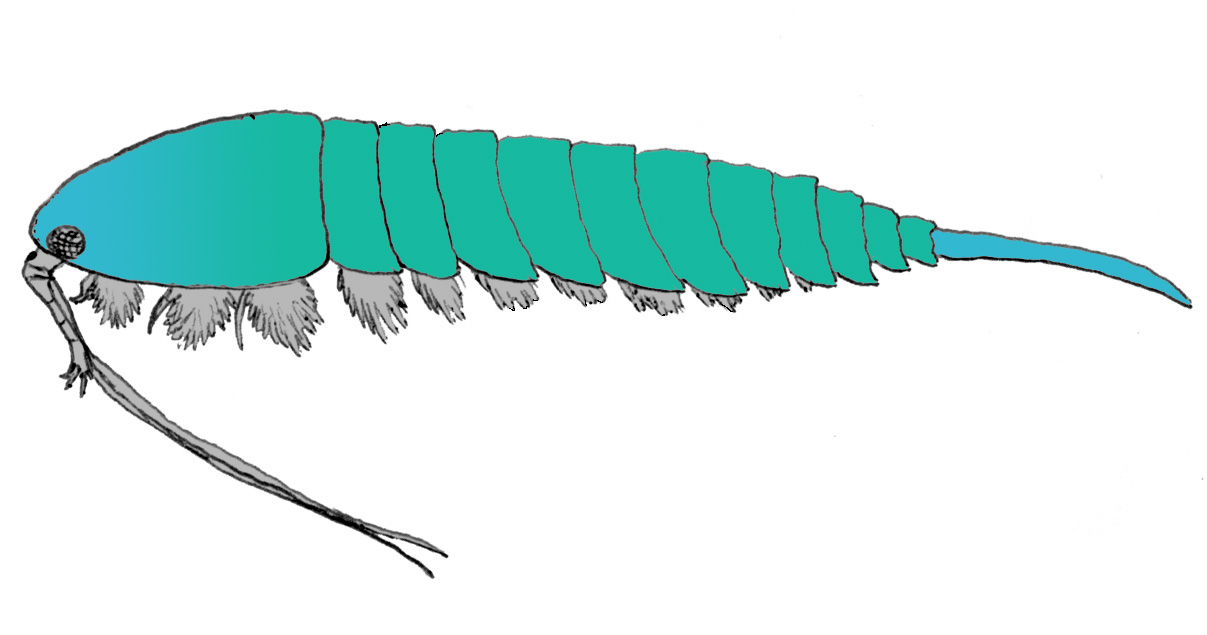
Actaeus

メガケイラ類の中で、アラルコメネウスとレアンコイリアなどの類縁関係は昔今を通じて広く認められる。Simonetta & Delle Cave 1975 では本属は独自にアラルコメネウス科（Alalcomenaeidae）に分類されたが、Liu et al. 2007 以降ではレアンコイリアなどと共にレアンコイリア科（Leanchoiliidae）に含まれるようになった。唯一の化石標本のみによって知られる Actaeus は、単に保存状態の良くないアラルコメネウスという可能性もある。
90年代後期以前では早期に記載されたメガケイラ類（ヨホイア、レアンコイリア）と同様、アラルコメネウスも原始的な甲殻類と誤解釈され、例えば Simonetta & Delle Cave 1975 に「無甲類（ホウネンエビとアルテミアの群）とカシラエビ類の祖先としてほぼ理想的」と考えられた。しかし90年代後期以降では本属（およびメガケイラ類全般）の甲殻類らしからぬ特徴を判明し、このような解釈も否定された（メガケイラ類#系統位置も参照）。
2019年現在、アラルコメネウス属（Alalcomenaeus）の中で正式に命名されたのは、カナダのバージェス頁岩に分布する模式種（タイプ種）Alalcomenaeus cambricus のみである。中国の Maotianshan Shaleと Qingjiang biota、およびアメリカの Pioche Formation と Marjum Formation からも本属の化石標本が発見されたが、タイプ種との関係性（独立種なのか同種なのか）は未検証であるため、未だに命名がなされていない。
中国の Maotianshan Shale で見つかり、Hou 1987 で暫定的に本属の種として命名された Alalcomenaeus? illecebrosus は、Hou & Bergström 1997 によりレアンコイリア属の種 Leanchoilia illecebrosa として再分類された。

## 発見史と復元史
アラルコメネウスはカナダのバージェス頁岩で見つかった Alalcomenaeus cambricus によって最初に知られ、Simonetta 1970 に命名された。本種は記載がなされる頃から長らく数点の化石標本のみ発見されたため、かつてはバージェス動物群における希少な種の1つと考えられた。しかし1983年の発掘調査では300点以上の新たな化石標本が発見されており、普遍な種であると判明した。

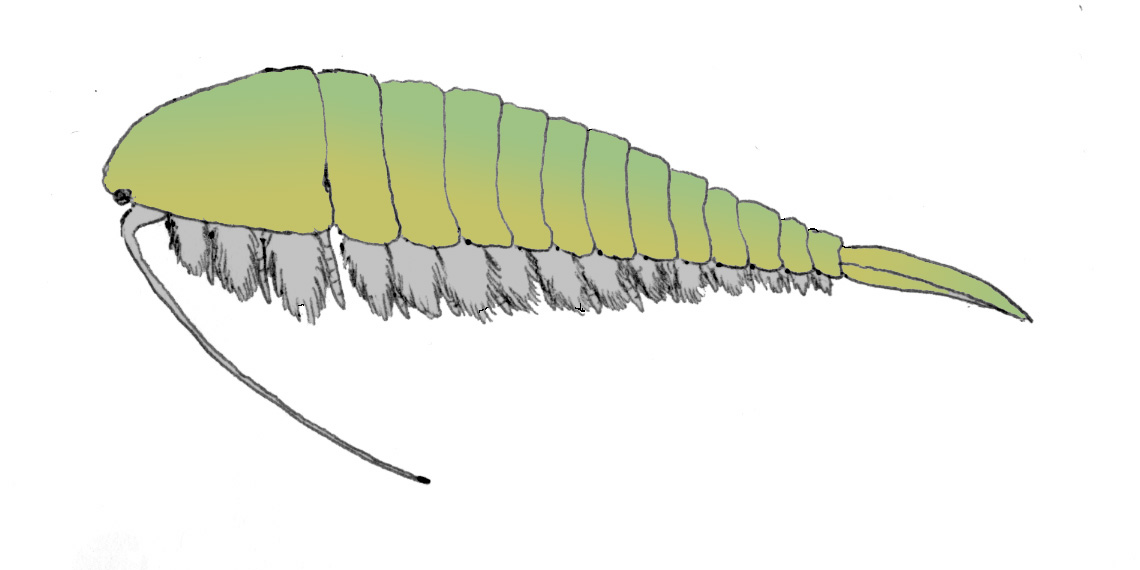
Whittington 1981 に基づいたアラルコメネウスの旧復元図

原記述である Simonetta 1970 の復元では A. cambricus は10節の胴部と7対の頭部付属肢があるとされ、そのうち最初の1対（大付属肢）は単純の触角様に復元された。Whittington 1981 は本種に対して再検討を行い、顎基の存在を判明し、胴部は12節で、頭部付属肢は4対とされてきたが、大付属肢は依然として単純の触角様に解釈された。Briggs & Collins 1999 は数多な標本を基に本種に対して全面的な再記述を行い、台形の背甲・大付属肢の3本の鞭毛・11節の胴部・胴部付属肢の肢節数・尾節の剛毛などを判明し、眼は5つ、頭部付属肢は3対とされていた。それ以降の研究では Briggs & Collins 1999 の復元がほぼ認められつつも、眼は確実に言えるのは2対のみ、頭部付属肢はおそらく4対があるなど、一部の特徴に対して別の解釈を与えられた。
中国の Maotianshan Shale（澄江動物群）とアメリカのグレートベースン（Pioche Formation と Marjum Formation）で見つかった本属の未命名標本は、本属の分布域と生息時代を大きく拡張した（前述参照）、加えて、これらの標本の中で中枢神経系の痕跡が保存されたものもあり、メガケイラ類の神経解剖学、系統位置、大付属肢の由来、および本属の頭部付属肢構成に重要な情報を与えていた（メガケイラ類#神経系、メガケイラ類#大付属肢の対応関係、メガケイラ類#系統位置を参照）。